# Wakō (miasto)
Wakō (jap. 和光市 Wakō-shi) – miasto w Japonii, na wyspie Honsiu, w prefekturze Saitama. Ma powierzchnię 11,04 km². W 2020 r. mieszkało w nim 83 997 osób, w 39 808 gospodarstwach domowych  (w 2010 r. 80 741 osób, w 37 380 gospodarstwach domowych).